# ちまちまはいすくーる
『ちまちまはいすくーる』は花見沢Q太郎の漫画作品である。『週刊ヤングキング』（少年画報社）に連載。単行本全1巻（1997年2月付け、少年画報社）。
単行本は1996年に少年画報社から出た。さらに、2005年に花見沢の作品『痛快すずらん通り』と合わせた新装版『ちますず』が同社から出た。

## あらすじ
女子高生伊藤奈々（いとうなな）と森口和夫（もりぐちかずお）は、毎日のようにセックスをする関係。ところが、奈々が気に入らないのは、和夫には変質的な性癖がたくさんあり、初回から緊縛プレイ、学校のトイレでする、部屋で放尿させる、プールのシャワー室でする、メイドさんの服を着せてする、剃毛プレイ等々、奈々曰く「ヘンタイ」行為を強要するのである。奈々はこれを何とか治そうとするが、繰り返しているうちに自分もそうした「ヘンタイ」行為になじんでしまったのに気づき愕然とする。一方和夫の姉、森口かおる（彼らの高校の教師）は、二人の関係に気付き、和夫の部屋から変質的な雑誌を大量に発見し、奈々が和夫を変態にしたのだと逆の解釈をし、大学の後輩の恵（めぐみ）に協力してもらい二人の邪魔をしようとする。そうこうしているうちに森口姉弟は火事で家を2度も焼け出され、和夫は奈々の家に、かおるは恵のアパートにやっかいになる。ドタバタ騒ぎの中、かおると奈々の弟みつるが関係してしまい、自分のアパートに転がり込んで来たかおるにめぐみが裸になって迫ってくる。もう何が正常なのか基準がわからなくなった奈々は、ありのままの和夫を受け入れようと考え始める。

## 主要登場人物
伊藤奈々（いとうなな）
高校2年生（2年B組）の少女。16〜17歳（物語の途中で17歳の誕生日が来る）。ストレートのショートカットで前髪は7：3あたりで緩く分けている。胸やお尻はほとんど出ていない幼児体形。
ボーイフレンドの森口和夫と毎日のようにセックスするが、彼が強要する変態的セックスを嫌がるものの、逆らうことができず、ずるずると彼の言いなりになってしまう。しかし、とうとう意を決し和夫に絶交を言い渡すが、改めて和夫と「普通」のセックスをすると物足りなさを感じてしまい、自分も変態になってしまったのかと愕然とする。親友との会話でも、和夫とのセックス以外の話題はほとんど登らない。
森口和夫（もちぐちかずお）
奈々のボーイフレンド。奈々と同じ高校だが組は不明。スクリーントーン61番の皮膚の色をして、髪は白で表現されている。作者が「トーン色人間がかきたい」と思ったというのが理由。
普通ではない変態的なセックスが好き。部屋に隠して有るエロ本も、ロリコン、近親相姦、SM、放尿、強姦、コスプレ、痴漢、スカトロなど怪しげな分野の物ばかりで、こういうものから良からぬ知識を得ては奈々に強要しているらしい。これが姉に発見され奈々との間を邪魔されるきっかけとなる。ほぼセックスのことしか頭に無いが、奈々との約束事には誠実な一面もある。
橋本のりこ（はしもと-）
奈々の同級生で親友。ショートカットの眼鏡っ子。奈々よりは多少胸が大きいらしい。奈々のセックスの悩みの相談相手。両親とよく喧嘩してはプチ家出を繰り返しているらしい。奈々の部屋へ窓から入ってきたこともあった。朝、目が覚めにくいとオナニーで目を覚ますという荒業を持つ。奈々とちがってセックスの体験は無く、決まったボーイフレンドはいないが、奈々の体を愛撫したりはした。現在、奈々の弟みつるに言い寄られている。
森口かおる（もりぐち-）
和夫の姉。和夫とおなじく、スクリーントーン61番の皮膚の色をして、髪は白で表現されている。ウェーブのかかったセミロングの髪を後ろで束ねている。奈々や和夫の高校の英語の教師をしている。和夫とは二人暮らし。
弟想いで、和夫が変態の道に走らぬよう、奈々との間を妨害する（誤解から生じたものであるが、この誤解は物語の終わりまで解けない）。弟に正しい性を教えようと、大学の後輩恵を連れて来て、縛り上げた和夫と恵をセックスさせたのであるから、この姉もそうとう曲がった性の知識を身に付けているらしい。奈々の弟みつると肉体関係を持ったこともある。学校での男子生徒の人気は高いようであり「男子あこがれ」という表現もされている。自分の失火から2度も借家を灰にした。芯はあまり強くなく、わがままである。
伊藤みつる（いとう-）
奈々の弟。同高校1年C組。森口かおる先生に憧れ（入浴中下着を嘗め回していた）、のりこ先輩にもあこがれる。成り行きから、森口かおるとセックスできた幸運な少年。今はのりこ先輩を追っかけている。
恵（めぐみ）
かおるの大学の後輩。現在は小学校の教師。かおるの依頼で、和夫に正しい性を教えるべく、縄で縛り上げむりやりセックスする。救出に来たのりこの一撃（フライングニールキック）で倒される。かおるとはかなり親しい間柄で、後輩でありながら名前も呼び捨てで口調もタメ口である。火事で焼け出されたかおるを二度ともアパートに居候させた。レスビアンの傾向もあり、裸で目を輝かせてかおるに迫ってきた。ペットはトッケイヤモリ（たぶん）の「アーク・バイルくん（1歳）」。

## 単行本
- ちまちまはいすくーる 1996年12月発行 ISBN 4785915552
- ちますず 2005年12月発行 ISBN 4785925973